# Campeche (Colombia)
Campeche es un centro poblado del municipio de Baranoa, departamento del Atlántico, República de Colombia. Tiene una población de 5.139 habitantes. El gentilicio es campechano/a. Su patrona es la Inmaculada Concepción de María, cuya festividad se celebra el 8 de diciembre. Anualmente se celebra el Festival de la Ciruela en el mes de marzo.

## Historia
Campeche fue fundado por el mexicano Francisco Javier Soler, quien residía en el municipio vecino de Usiacurí junto a su esposa Sofía Pimientel. A Soler le apasionaba la cacería y solía explorar los alrededores en busca de presas para cazar. En ese entonces, ya existía un pequeño asentamiento en las proximidades de una extensa ciénaga conocida como "El Uvero". Soler comentaba que estas tierras le hacían recordar a su natal Campeche (México), por lo que en honor a su lugar de origen, nombró así a este centro poblado.
Los primeros habitantes de esta zona provenían de los municipios de Baranoa y Sabanalarga, atraídos por diversas circunstancias, como los conflictos ocurridos en Baranoa durante las elecciones de concejales en los años 1872 y 1873. Estos pioneros basaban sus medios de vida en la agricultura y la ganadería.
El primer documento oficial en el que se tiene noticia sobre Campeche apareció el 4 de diciembre de 1886, cuando la Asamblea de Bolívar hizo pasar este territorio a jurisdicción de Sabanalarga, que antes pertenecía a Baranoa. En 1912, Campeche fue elevado a la categoría de centro poblado por el cabildo del municipio de Baranoa, siendo su primer inspector Nicanor Rodríguez Polo.
En 1912 se dio inicio a la educación escolar, siendo la primera maestra escuela Evelina Martínez de González. También en ese año se construyó el templo católico en un terreno donado por Nicanor Rodríguez Polo. Al frente de dicha obra estuvieron Ramona Gutiérrez Carrillo, Evelina Martínez de González y Virginia Silvera de Rodríguez, matronas de Campeche a principio del siglo XX.
En 1932 el presbítero Pedro María Revollo escribió “Campeche, pueblecito situado entre Baranoa y Sabanalarga, que no es indígena, sino de formación posterior al descubrimiento, y aun a la colonia, por vecinos de Baranoa, de cuyo distrito es agregación”.
Y fue el 10 de septiembre de 2009 cuando finalmente, mediante el acuerdo número 049 del Concejo Municipal de Baranoa, se hizo mención en su artículo primero que -"institucionalícese, como fecha de nacimiento a la vida jurídica del centro poblado Campeche el día 4 de diciembre de 1886, según consta el decreto 312 de dicha fecha, emanado por el gobernador del departamento de Bolívar, excelentísimo José Manuel Goenaga G., siendo secretario de gobierno José Francisco Insignares Sierra."-

## Geografía
Con relación a la longitud, Campeche se encuentra en el hemisferio occidental y respecto a la latitud, en el hemisferio norte. Está localizado a los 10° y 43 minutos de latitud norte y a los 74° 54′ de longitud occidental del meridiano de Greenwich.
Su asentamiento humano está en la sabana de la Sabanalarga, se asienta en un suelo plano y arenoso del terciario superior específicamente del Mioceno-Plioceno y de origen sedimentario evidenciado por los restos de fósiles (conchas, caracoles y especies de almejas y ostras) insinuando una génesis marina que dentro de los rangos de la geología es muy reciente.

## Clima
Clima: estepario tropical.
Temperatura promedio: 27 °C - 22 °C y 19 °C - 17 °C (algunas veces por las noches)
Temporada de lluvias: mayo, junio, agosto, septiembre, octubre y parte de noviembre.
Temporada seca: finales de noviembre, diciembre, enero, febrero, marzo y abril.

## Fauna y flora
La diversidad de especies animales y vegetales en la región responde a las condiciones ambientales, tanto naturales como culturales, que se han modelado a través del tiempo. La presencia humana ha ido formando el entorno. Los cronistas castellanos dejan testimonio de la exuberancia de estos territorios en antaño. Es bien sabido por las numerosas investigaciones del uso sostenible de las primeras comunidades indígenas en todo el territorio americano y su posterior deterioro con la incursión posterior.
La avifauna numerosa en épocas anteriores hoy está restringida a grupos de aves que se asocian en pequeñas bandadas cerca de los depósitos de agua o jagüeyes o de los arroyos. Se pueden observar pájaros como toches, azulejos, (Thraupis episcopus), chuchafrías o bicho fue (Pitangus sulphuratus), curuchú, el cucarachero (Troglodytes aedon), bobinche, lucía, golofio (Molothrus armenti), galandera (Pheuticus ludovicianus), chosquín, papayero, pitirre (Tyrannus melancholicus), buchure (Momotus momota), gallito de agua (Jacana jacana), cotorra, perico, guacharaca (Ortalis garrula) la cual aún se escucha por las mañanas y tardes en los matorrales cerca del arroyo Grande (frecuentemente criada por los habitantes como mascota). Rositas, viuditas, mochuelos, canarios coqueros (Sicalis flaveola), chirríos (Volatinia jacarina), colibríes, cosquioles (Cyanocorax affinis), canchanas o mirla común (Turdus grayi), montañeros; carpinteros; falcónidos como pío píos y gavilanes; gallinazos o goleros, lauras, chotacabras y búhos que los campechanos conocen como pavita de la muerte y un pájaro que caída las tardes se ve en los caminos y anida en el suelo con gran mimetismo conocido con el nombre de bujío que es un chotacabras completan la avifauna campechana.
Era muy común ver ardillas rojas (Sciurus granatensis), iguanas (Iguana iguana) y hasta monos aulladores (Alouatta palliata).
La cobertura vegetal que presenta el territorio campechano se conoce como bosque seco tropical y se encuentra entre los 12 y 150 m de altitud con temperaturas superiores a los 24 °C (piso térmico cálido) y precipitaciones entre los 700 y 2000 mm anuales, con dos períodos: uno seco y otro lluvioso. La vegetación está representada en árboles espinosos, bejucos y lianas, además de árboles frondosos hacia las orillas de los arroyos.

## Arquitectura
En cuanto a la arquitectura del centro poblado, se ha observado una evolución hacia los estilos modernos del siglo XXI, aunque aún perduran viviendas de estilos antiguos. Destacando entre ellas, la Casa Manotas, una construcción del periodo republicano moderno erigida en 1940 por el maestro de obra Modesto Escobar Silvera. Esta edificación fue en su momento propiedad de Ángel Ortega Gutiérrez y en la actualidad pertenece al economista Germán Joaquín Manotas Ortega, siendo uno de los puntos de referencia más destacados dentro del centro poblado. 

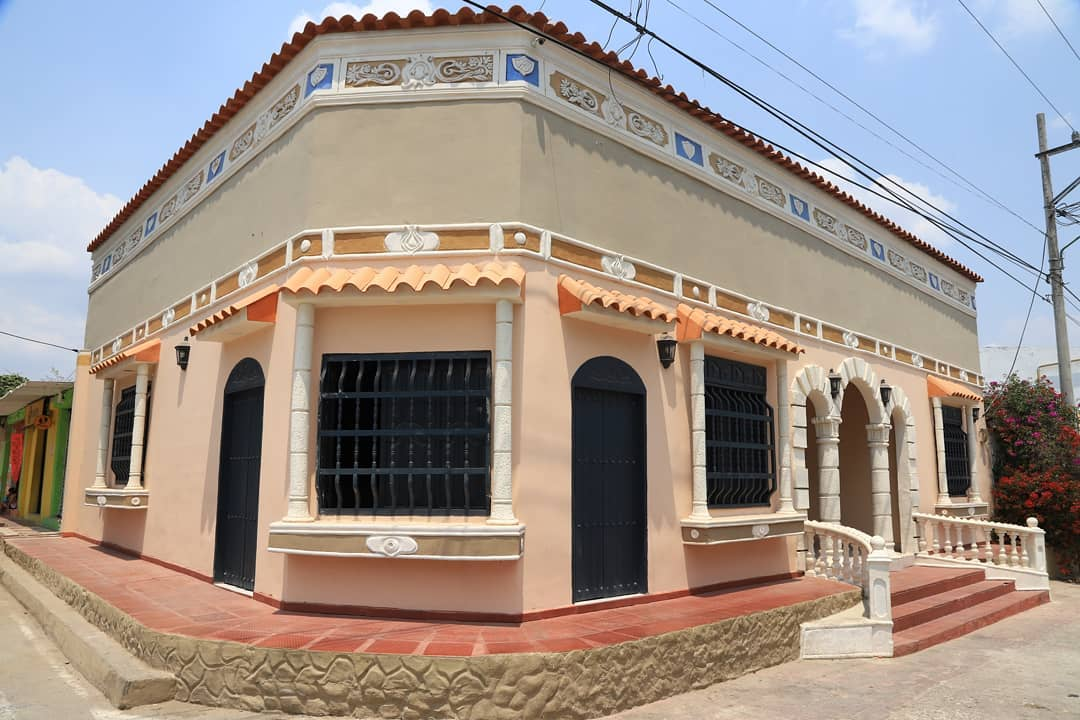
Casa Manotas

Este tipo de viviendas se destacan por incorporar elementos de estilos clásicos del pasado, como el gótico o influencias orientales. Se caracterizan por sus columnatas y pasillos que están rodeados por altos muros, con un acceso principal en la mayoría de los casos, que suele estar resaltado. Además, cuentan con amplios ventanales de hierro o madera y balcones decorativos.
Otro rasgo distintivo de estas viviendas es su disposición alrededor de un patio trasero, y la mayoría de ellas cuentan con un hall, vestíbulo o saleta que precede a la sala principal.

## Monumento en Honor al Recolector de Ciruela

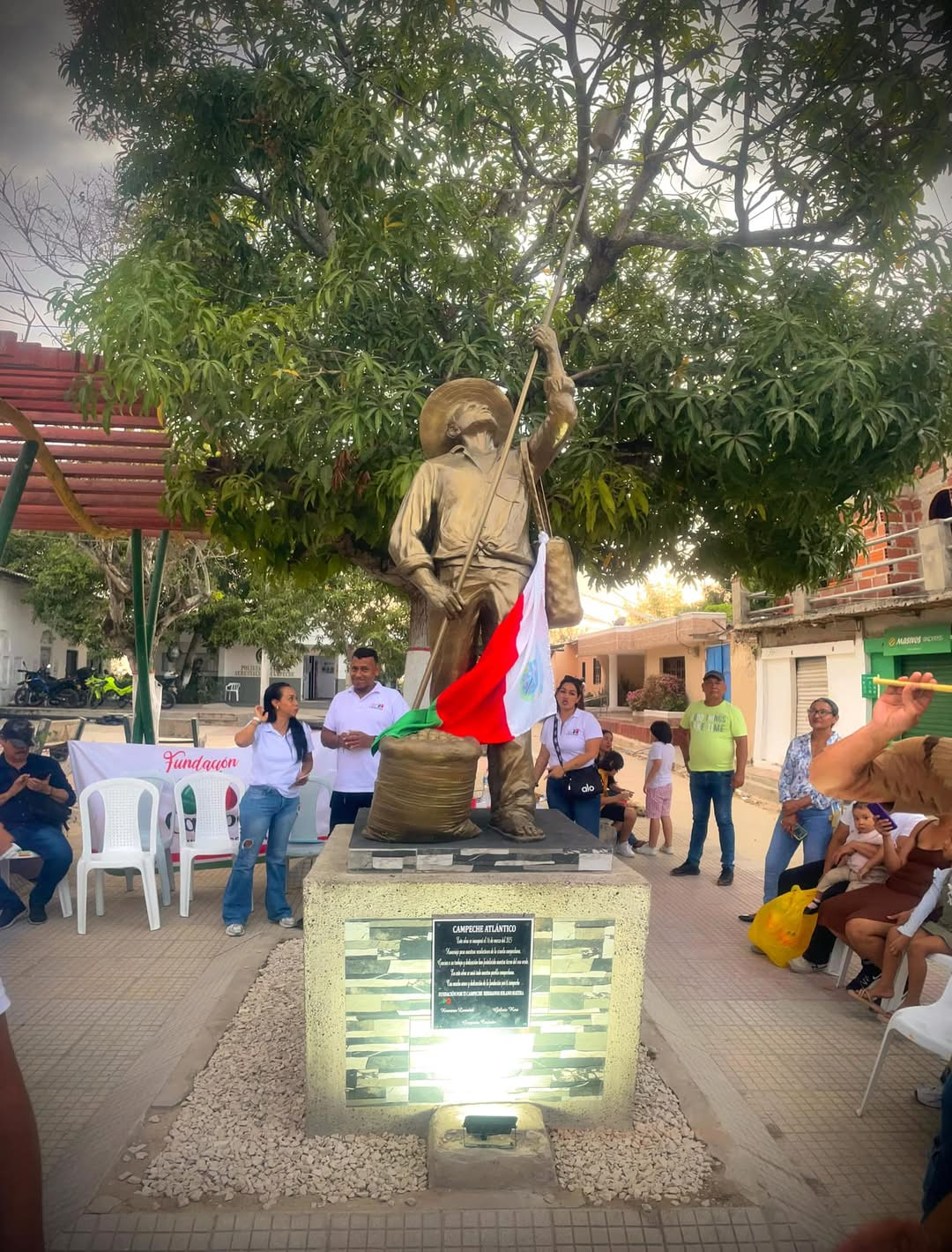
Monumento A La Ciruela

El 16 de marzo de 2025, la Fundación Por Ti Campeche inauguró el monumento insignia del centro poblado, una obra que rinde homenaje al campesino recolector de ciruela. La escultura representa fielmente su labor, mostrando al trabajador con su mochila, camisa remangada, costal lleno de ciruelas y la tradicional "lata" artesanal con la que se recolectan estos frutos. 

## Gobierno

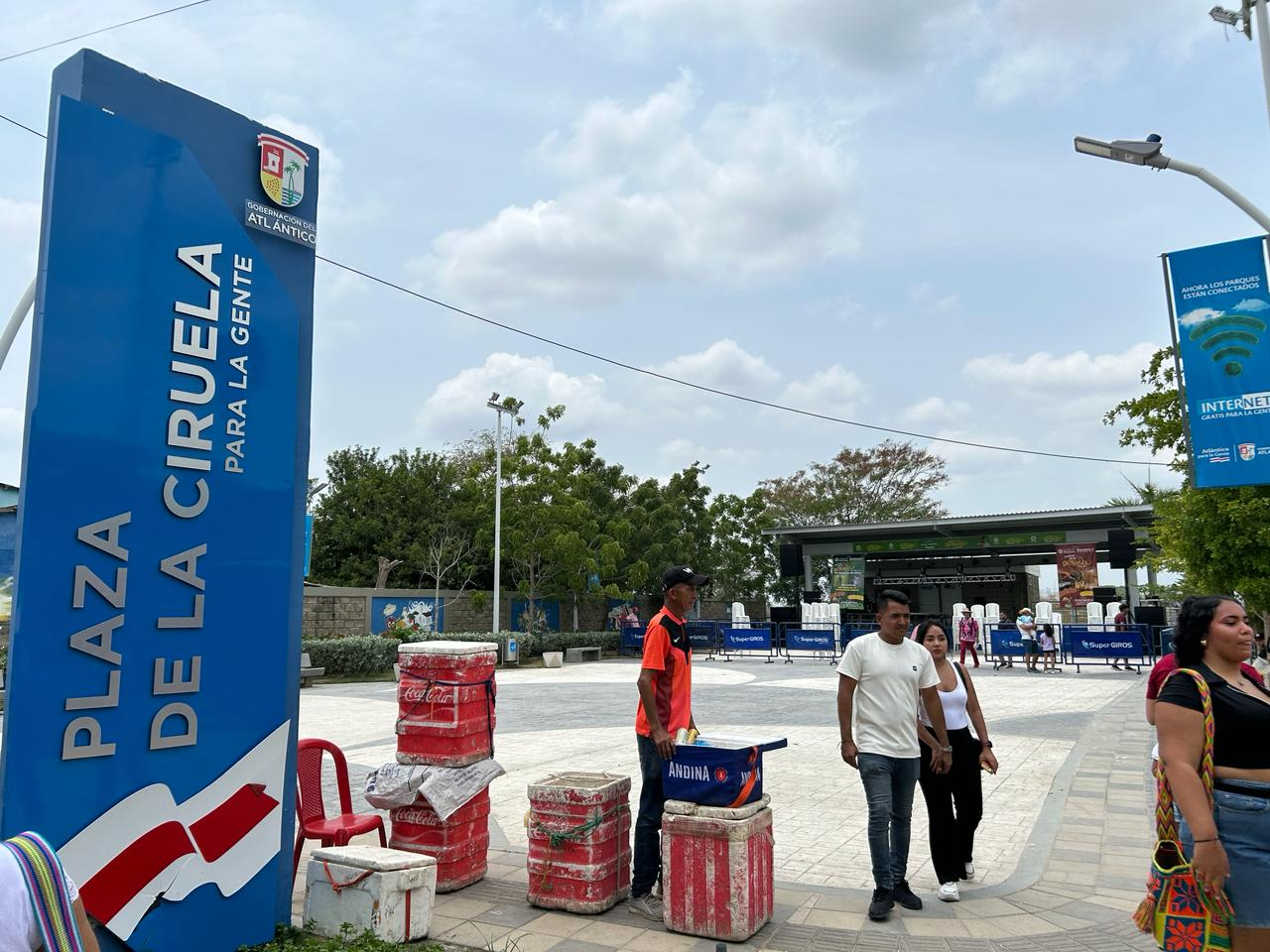
Plaza de la Ciruela

El poder ejecutivo está a cargo de un inspector de Policía, quien es nombrado por decreto por el alcalde de turno de Baranoa por el tiempo que considere necesario.

## Educación
Cuenta Campeche con un Bachillerato Técnico Agropecuario y cuatro sedes alternas. Además tiene el colegio Francisco de Paula Santander y otro escuela, siendo ambos privados.

## Transporte
Carretera 90 Está comunicado con Barranquilla por medio de la carretera nacional 90 la Troncal del Caribe, al igual que con el resto de la costa y el país.

## Demografía
Según el Censo Nacional de Población y Vivienda 2018, que constituye la única fuente oficial sobre el número de habitantes en Colombia, el corregimiento de Campeche cuenta con una población de 5.139 personas.

## Deportes
El béisbol y el softball son deportes arraigados en el corazón del centro poblado Campeche, donde han florecido como símbolos de identidad y unidad comunitaria. Estas disciplinas no solo han sido una fuente de recreación, sino también un escenario donde se han forjado amistades duraderas y se han celebrado victorias memorables. Campeche se enorgullece de sus equipos, que han conquistado títulos a nivel municipal y regional, demostrando la habilidad y el espíritu competitivo de sus jugadores. Estos deportes no solo son parte del tejido cultural de la región, sino también una fuente de inspiración y orgullo para sus habitantes.

## Infraestructura

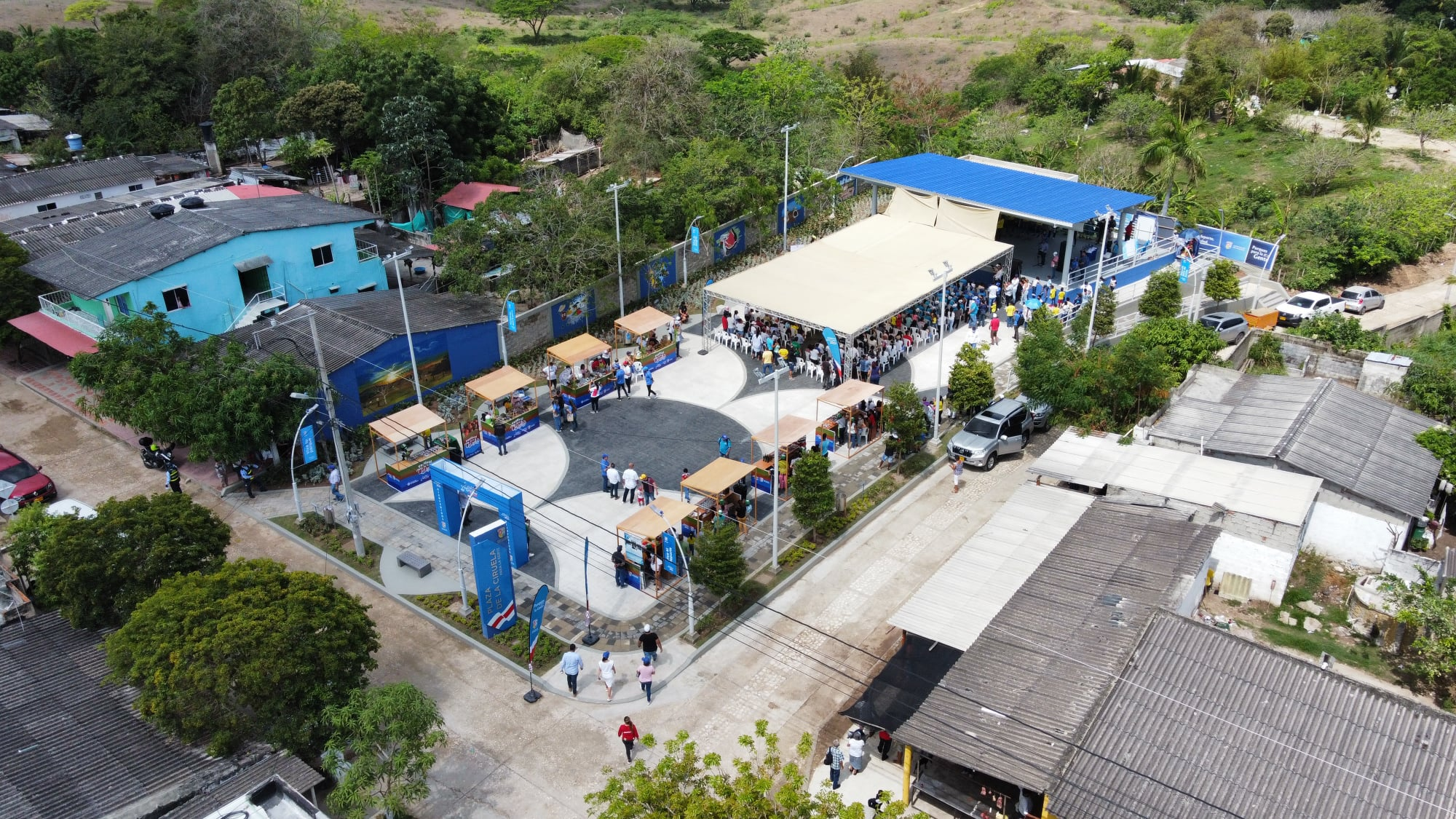
Plaza de la Ciruela

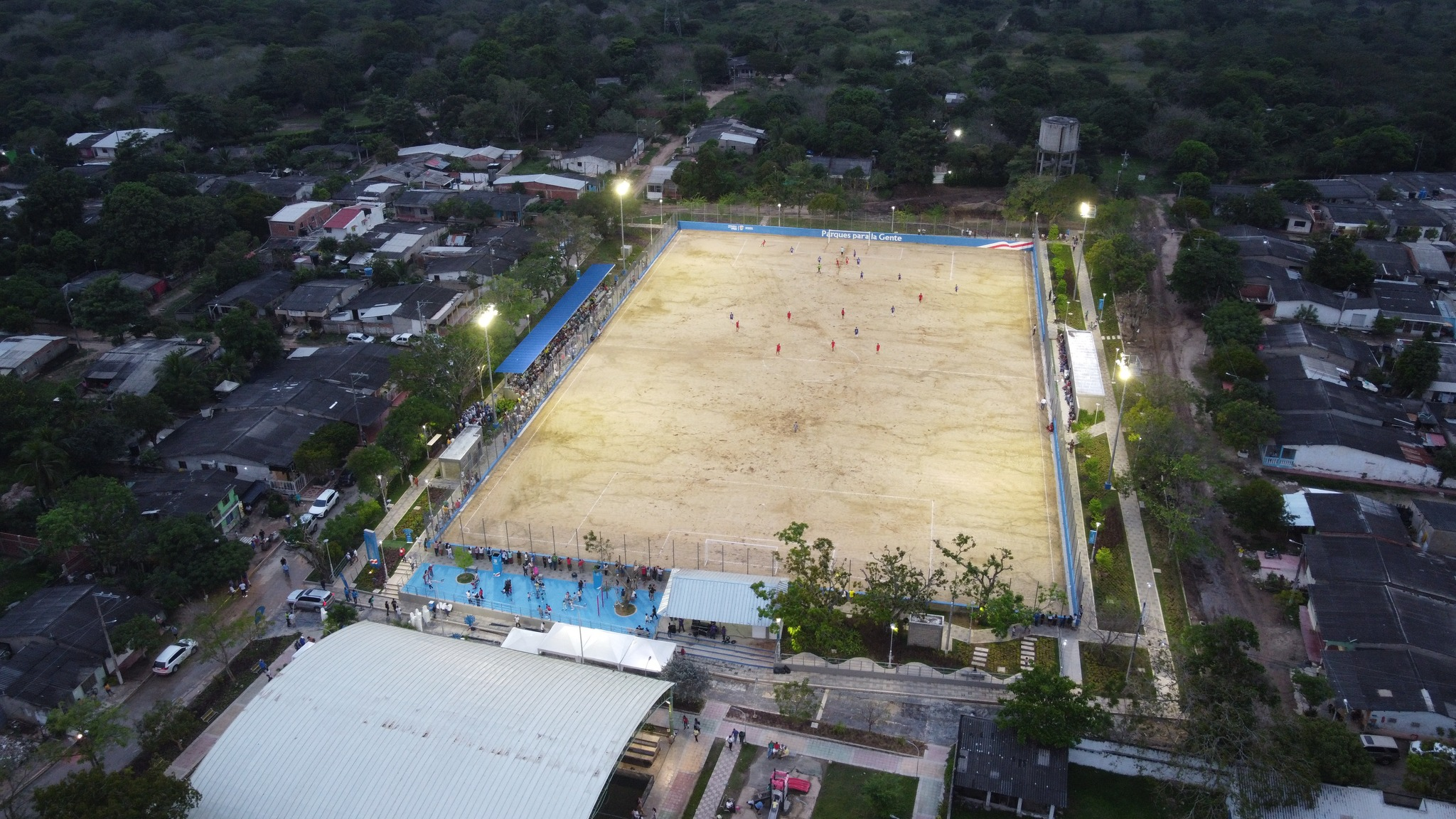
Cancha Salim Gacham

En el centro de Campeche se encuentra la plaza de la Ciruela, de 1,500 metros cuadrados, construida en las administraciones de la gobernadora Elsa Noguera y el alcalde Roberto Celedón. Con una inversión de 719 millones de pesos, este espacio se ha transformado en el epicentro cultural, gastronómico y tradicional del pueblo. La cancha de fútbol Salim Gacham, de 11,400 metros cuadrados y una inversión de 4 mil millones de pesos, brinda un espacio para el ejercicio y la competencia.

## Festividades

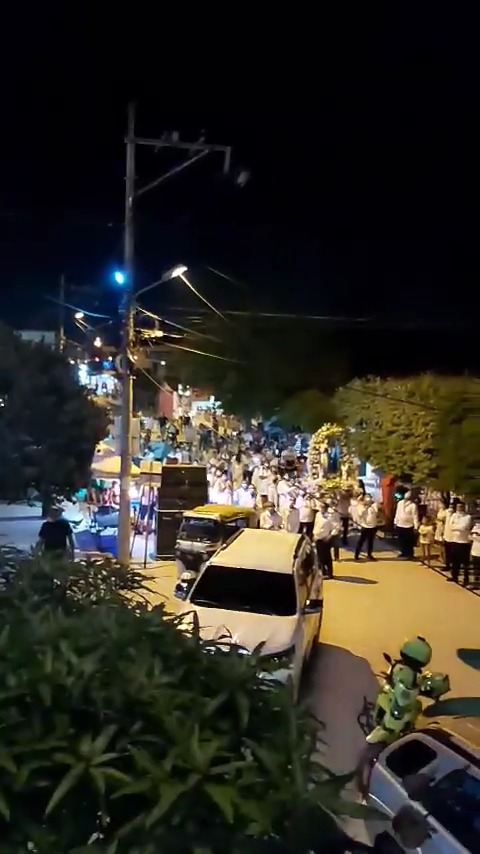
Celebración de la Inmaculada Concepción

Se llevan a cabo varias festividades a lo largo del año, algunas de mayor relevancia a nivel departamental y nacional, mientras que otras tienen un carácter más local. Destaca el Festival de la Ciruela, que es la festividad más reconocida. Este evento fue creado en 1989 por una iniciativa del Sr. Efraín Brochero Natera y un grupo de amigos campesinos que cultivaban ciruelas, con el propósito de exhibir la calidad y diversidad de los productos elaborados con esta fruta. El Festival de la Ciruela se celebra anualmente durante el puente festivo del mes de marzo.
La Inmaculada Concepción es la patrona del centro poblado, y sus festividades generalmente comienzan a finales de noviembre con procesiones religiosas en las primeras horas de la madrugada, culminando el 8 de diciembre con una misa en honor a la Virgen y una verbena popular en la plaza mayor de Campeche, acompañada de juegos pirotécnicos.

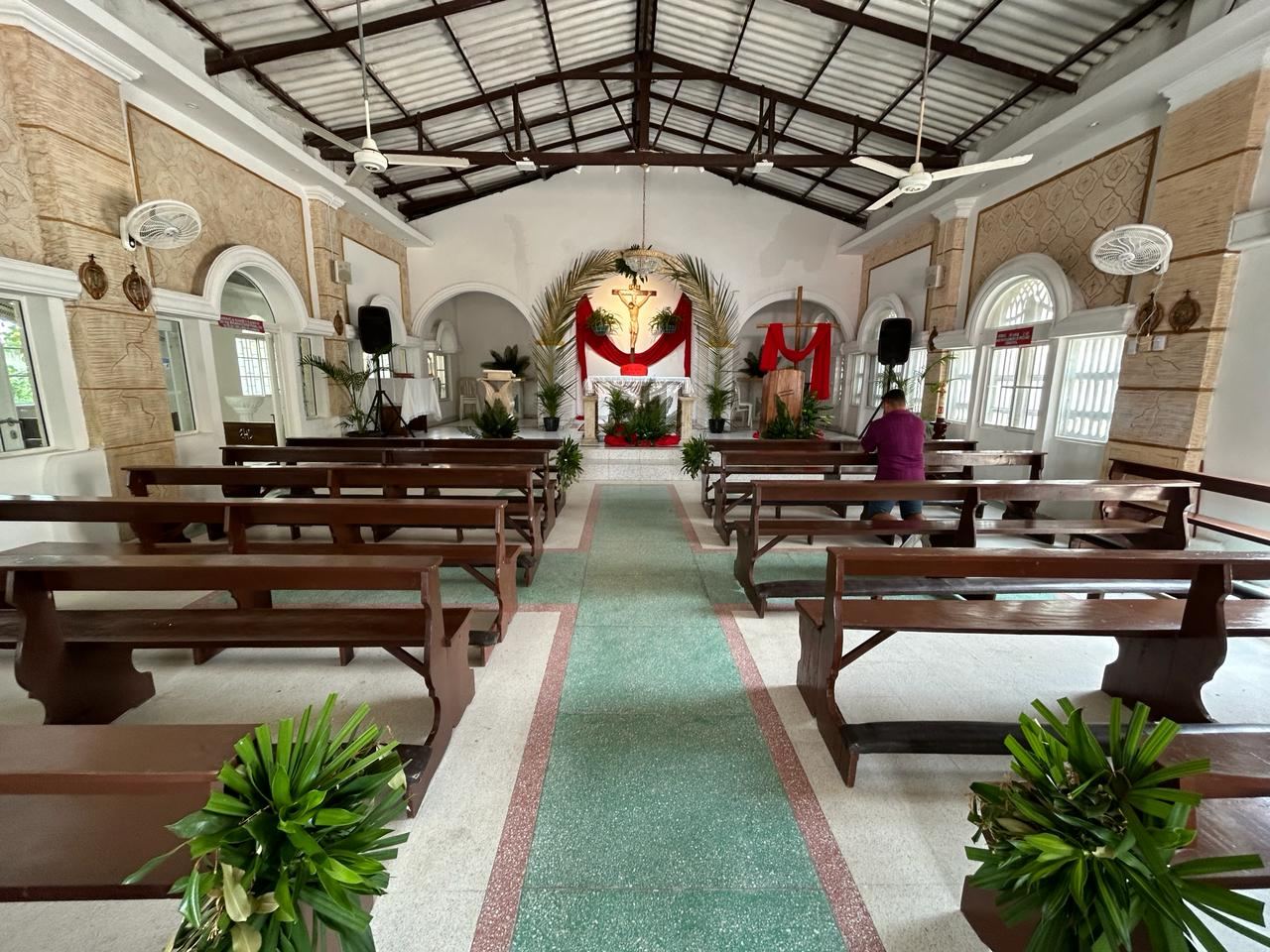
Interior de la iglesia de la Inmaculada Concepción

Además, en el centro poblado existen varios barrios, cada uno con sus propios patronos y festividades locales. Por ejemplo, en el barrio La Esperanza, la patrona es la Virgen del Carmen, y celebran su día con ceremonias religiosas y una gran fiesta popular.
En el barrio Culebro el patrón es San Martín, y también celebran su día con ceremonias religiosas y festividades.
En el mes de octubre se celebra el Festival de la Almojábana.

## Festival de la Ciruela

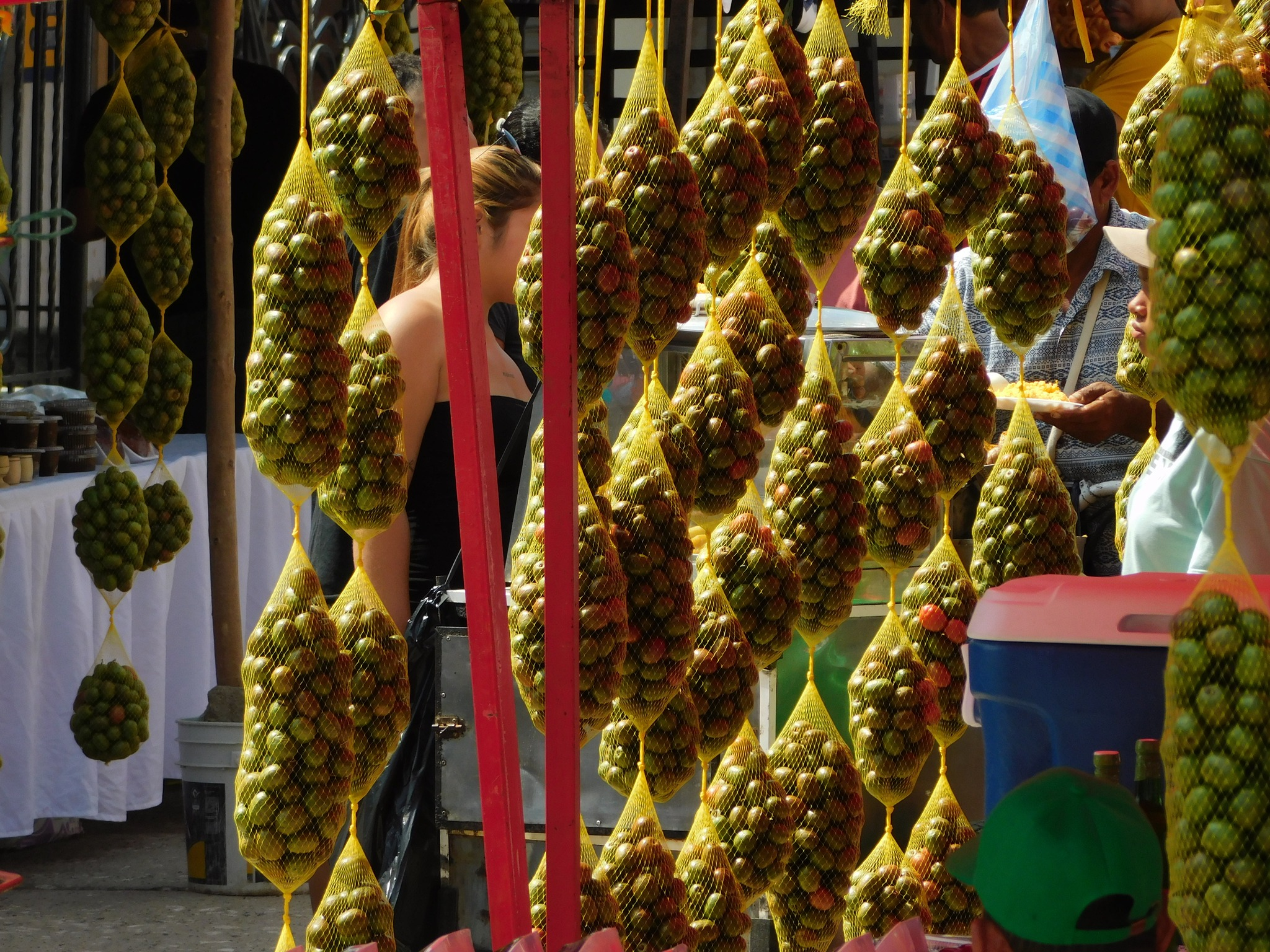
Ciruelas

El Festival de la Ciruela es un evento anual que celebra la rica tradición agrícola de la región y rinde homenaje a la fruta más emblemáticas de Campeche: la ciruela. Este festival fue creado en el año de 1989 por un grupo de campesinos, con el único propósito de exhibir la calidad y diversidad de los productos elaborados con esta fruta. Este generalmente se lleva a cabo el puente festivo de marzo de cada año; reúne a la comunidad local y a visitantes de toda la región para disfrutar de una variedad de actividades, comida tradicional y entretenimiento cultural.
Cosecha de ciruelas: El festival comienza con la cosecha de ciruelas, donde los agricultores locales y voluntarios recogen la fruta de las plantaciones circundantes. Este es un momento crucial para la comunidad, ya que marca el inicio de la temporada de la ciruela.
Mercado de ciruelas: En el corazón del festival, se instala un mercado, generalmente alrededor de la plaza principal del centro poblado y a lo largo de la calle 6A; donde los agricultores locales y los productores de alimentos ofrecen una amplia variedad de productos relacionados con la ciruela. Los visitantes pueden comprar ciruelas frescas y productos elaborados connesta fruta como mermeladas, jugos, vino, vinagre, picante, chutney, galletas, pudines, dulces, salsas, flanes, arroz, ceviche, paletas, yogures, jugos, helados y enyucados, entre otros.
Gastronomía: Los restaurantes y puestos de comida preparan platos tradicionales, como pasteles y sopas.
Actividades culturales: Pueden incluir presentaciones de música tradicional, danzas folclóricas, exhibiciones de artesanías locales y concursos relacionados con la ciruela.
Artesanía: Los artesanos locales ofrecen joyas, textiles y objetos relacionados con la ciruela. 
Reinado Intermunicipal de la Ciruela: En este concurso, jóvenes de diferentes municipios compiten para convertirse en la embajadora de la fruta y promover su consumo y producción. Este reinado incluye desfiles, concursos de belleza y actividades. 
El Festival de la Ciruela en Campeche es una celebración que une a la comunidad en torno a su herencia agrícola y cultural. Es un momento para disfrutar la comida local, aprender sobre la importancia de la ciruela y sumergirse en la atmósfera festiva que define este evento anual.